# Mazzérisme
 (octobre 2015).
Si vous disposez d'ouvrages ou d'articles de référence ou si vous connaissez des sites web de qualité traitant du thème abordé ici, merci de compléter l'article en donnant les références utiles à sa vérifiabilité et en les liant à la section « Notes et références ».
Le mazzérisme est une croyance corse en un don  de prophétie funèbre  accompli en rêve par des individus liés à la communauté. Au cours de cette activité, le corps spectral du mazzeru part chasser et tuer des animaux. On le surnomme « Le Chasseur d'âmes » ou encore « Le Messager de la Mort ».

## Origine
Le mazzérisme se localise essentiellement en Corse. Selon certains, il remonte probablement à une période plus ancienne que la religion mégalithique, celle du peuple de la chasse et de la cueillette, selon d'autres, l'origine de ces croyances est à rechercher au sein même de l'Église. 
Le lien mystique entre le mazzeru et sa victime fait écho à celui qui devait exister entre le chasseur pré-néolithique et sa proie. Il offre ainsi de nombreux points communs avec le chamanisme. 

## Étymologie
« Mazzere » dérive de « mazza » (la masse ou massue en corse), ou d'« amazzà », qui signifie assommer ou tuer. Et possiblement également du terme «Mazzera» qui signifie corde, attache, sous-entendu à l'invisible [dictionnaire de l'INFCOR]. Suivant les régions, on le nomme « culpadore » (« colpatori » dans la région de Figari), « acciacatore », « mazzeru » (« mazzatori » à Gualdariccio), « lanceri » dans le Sartenais, « nuttambuli » ou « sunnambuli » à Appietto, « murtulaghji » à Marignana (Piana) et Corte.
Le terme de masseriu signifignant massier est un terme connu du vocabulaire religieux sicilien. Il désigne la personne chargée d'introduire les fidèles dans l'église avant toute cérémonie. Le terme "mazzerisme" est un néologisme récent (formé vers 1975).

## Les Mazzeri
Les Mazzeri chassent seuls. Bien qu'il soit une personne physique au même titre que tout le monde, ayant une vie sociale et personnelle, il est considéré par la communauté comme un être surnaturel liant l'au-delà au monde des vivants. Dans la vie courante, les mazzeri sont des êtres pacifiques. On reconnait les mazzeri à leur regard : ils ne vous regardent pas, mais regardent à travers vous. On dit que le mazzeru choisi devient absent, rêveur, qu'il aime la solitude et a des visions prophétiques. Il garde cet état dépressif et cette tristesse, sans doute parce qu'il a conscience d'être l'instrument involontaire de la mort comme l'est l'Ankou breton. L'ethnologie révèle que l'image du mazzeru se construit en opposition à la stregha (la sorcière): là où la stregha, antithèse de la femme au foyer, fait le mal volontairement, le mazzeru donne la mort malgré lui et règle ainsi l'équilibre du cosmos. Dans le rapport à la communauté, malgré son pouvoir, le mazzeru est totalement intégré tandis que la stregha, image du chaos, vit à l'écart du monde civilisé.

## La chasse et la prédiction
Leur arme préférée est un lourd bâton, un gourdin (« mazza »), mais ils utilisent aussi le fusil, la lance, la hache, le poignard, le couteau et les pierres.
Parce qu'il est au seuil de deux mondes, des religions, il appartient aux espaces frontaliers et aux lieux les plus sauvages, aux cols les plus désolés, aux gués, aux rivières. Ces croisements sont ses lieux de prédilections. La chasse se déroule en embuscade et suit le même schéma que la chasse traditionnelle, près des points d'eau, en des lieux incultes, sauvages et impénétrables. Les cours d'eau marquent la limite d'un monde à l'autre. L'eau est aussi un lieu de prédilection des esprits, des morts qui n'ont pas expiés leurs péchés ; ces esprits sont en relation avec les mazzeri. Parfois ils chassent aussi dans les rues. 
Une fois la bête tuée, il la retourne sur le dos et c'est alors qu'il voit se métamorphoser la tête d'un animal en visage d'une personne qu'il connaît et qui appartient à son espace social. La personne reconnue mourra infailliblement dans les trois jours à un an qui suit. Il peut ne faire que blesser un animal et la personne aura un accident ou tombera malade. Ce sont les mêmes parties du corps qui sont affectées. Sa fonction peut ainsi se révéler bénéfique : il peut agir sur le déroulement des choses et en changer le cours en faveur de l'individu qu'il reconnaîtra.

## La chasse onirique
La période de chasse se déroule pendant les rêves. Le plus souvent, cela se passe près de chez elle, dans des paysages reconnaissables. La distinction entre rêves et réalité n'est pas aisée. Certains mazzeri sortent vraiment la nuit. D'autres ne sortent que pendant les rêves. Il y a alors une sorte de dédoublement de la personnalité. Difficile de savoir si ce sont les mazzeri  qui rêvent ou les témoins qui prétendent les avoir vus dans leur activité, alors que les mazzeri ne se rappellent pas avoir rêvé ou être sorti la nuit. 
L'explication des mazzeri : c'est leur âme ou esprit qui sort. L'esprit pendant la chasse, rencontre celui de sa victime qui a pris forme animale. Quand il tue l'animal, il sépare l'esprit du corps, le corps pouvant survivre quelque temps, mais cette survie n'est qu'un sursis. 
Certains mazzeri racontent qu'ils vivent leurs rêves comme s'ils leur étaient imposés par une force supérieure, leurs actes échappant au contrôle de leur volonté. Ils ne peuvent même pas choisir leurs victimes. Toutes les personnes appelées à chasser en rêve ne réagissent pas de la même façon. Certains le font à contrecœur, sous la contrainte et la culpabilité, d'autres s'en réjouissent. Pour certains, la chasse devient une véritable drogue, une dépendance, exerçant une fascination sinistre.

## I Mandrache
Les mazzeri d'un même village ne sont pas hostiles entre eux, à la différence d'avec ceux des autres villages. La Mandrache est une bataille entre les mazzeri de deux villages. Ils ont lieu habituellement sur un col. Cela se passe la nuit du 31 juillet au 1er août, groupé en milices, affrontant ceux de la communauté voisine. Cette guerre se fait à l'aide d'asphodèles. L'enjeu de cette guerre végétale détermine le taux de mortalité de l'année à venir, dans chacune des communautés. Chez les vainqueurs, la mortalité sera faible; chez les vaincus, forte.

## Transmission du don et guérison
Pour devenir mazzeru, il faut avoir un don psychique, dont l'origine est mystérieuse, et être initié, le plus souvent par un membre de la famille puisqu'il se transmet généralement de façon héréditaire. La vocation est obligatoire, on ne peut s'y soustraire. Tout au plus, l'initiateur peut faire en sorte que son nouveau confrère ne soit pas « mazzeru acciaccatore », c'est-à-dire tueur. Dans ce cas, il sera « mazzeru » tout court, c'est-à-dire « salvatore », sauveurs d'âmes et comparable en cela au chaman blanc asiatique ou au sorcier blanc de France, qui sont des guérisseurs. 
Le mazzeru, pour Roccu Multedo, paraît être à la fois sacrificateur, psychopompe et guérisseur. L'animal chassé représente l'âme d'un malade qui s'ignore, que le mazzeru ne connaît pas encore, âme qui vient de quitter son corps. Ce départ de l'âme est justement la cause de la maladie. Le mazzeru sacrificateur poursuit l'animal et le tue afin  de l'offrir à Dieu, et d'obtenir ainsi la guérison du malade. Il va s'agir ensuite pour le mazzeru guérisseur d'essayer d'arrêter l'hémorragie, de faire en sorte que le sang coagule et de faciliter au malade, ainsi privé de son âme, la périlleuse traversée du pont ou du gué qui constitue la frontière par excellence entre les deux mondes et ce, malgré les « mazzeri-acciaccatori » (tueurs) qui vont tout faire pour l'en empêcher.

## Publications
Une bande dessinée sur le thème du Mazzerisme, Mazzeru, a été réalisée en 2017 par Jules Stromboni et publiée chez Casterman.
Docteur en langue et littérature française et écrivain, Ferdinand Laignier Colonna-Cesari est le co-auteur de “Mazzeri” avec son frère Julien Laignier. Ils ont conçu leur jeu de rôles Mazzeri en référence au fonds légendaire et à la tradition orale de l'île. Il est publié par les éditions Albiana en 2022.

## Sources
- Olena Berezovka Picciocchi, Mazzeru corse et Molfar des Carpates. Antiques personnages des légendes européennes, Riveneuve, 2019
- Roccu Multedo, Le Mazzérisme, un chamanisme corse, L'originel, 2011
- Luccioni Pierre-Jean, Tempi Fà - Arts Et Traditions Populaires De Corse Tome 2, Albiana, 2007
- Dorothy Carrington, Mazzeri, Finzioni, Signadori, aspects magico-religieux de la culture corse, Alain Piazzola, 2000.
- Roccu Multedo, Le mazzérisme et le folklore magique de la corse, Cervione,1975. Le Mazzérisme, un chamanisme corse, Editions L'Originel, Paris, 1994. Le folklore magique de la corse, Nice, 1982. Le mazzérisme est-il un chamanisme corse ?, CRET, 1987.
- Thérèse Franceschi-Andreani, Mazzera, 2009, 2e éd. CC
- Art Orienté Objet, "La Mazzera", 2010, Centre National d'Art Contemporain, Le Magasin de Grenoble.
- Joan Fontcuberta & Jean-Claude Rogliano, "Mazzeri", Centre méditerranéen de la photographie, Bastia, 2003.